# Fortilizio dei Mulini
Il Fortilizio dei Mulini è un impervio edificio turrito situato a Spoleto, all'estremità verso Monteluco del Ponte delle Torri. Da qui partono il Giro dei condotti e altri sentieri verso la montagna spoletina. Seppur ridotto a rudere fatiscente, fa parte del panorama più famoso e caratteristico della città.

## Funzioni
La funzione prevalente del fortilizio era di vigilanza: una torre di avvistamento che sorvegliava la strada sopra il ponte, facile da battere e bersagliare dall'alto. All'altro estremo la vigilanza veniva garantita da una delle sei robuste torri della possente fortezza, la Rocca Albornoziana. Il perfetto allineamento fra questa e il fortilizio, consentiva di comunicare facilmente eventuali pericoli attraverso segnali di fumo, o di fuoco, o sbandieramenti.
Un'altra importante funzione era quella di mulino per il grano. Il fortilizio infatti rappresentava il punto di confluenza di due acquedotti, quello di Cortaccione e quello proveniente da Patrico. Prima di percorrere il canale sopra il ponte, l'acqua si riversava in due ampi serbatoi detti Rifolta adattati all'interno del fortilizio fin dal XIV secolo. Confluendo dentro la Rifolta, le acque con la loro caduta azionavano le macine di un mulino comunale che rimase in attività fino a fine ottocento, poi abbandonato dopo la costruzione del nuovo acquedotto nel 1894. 

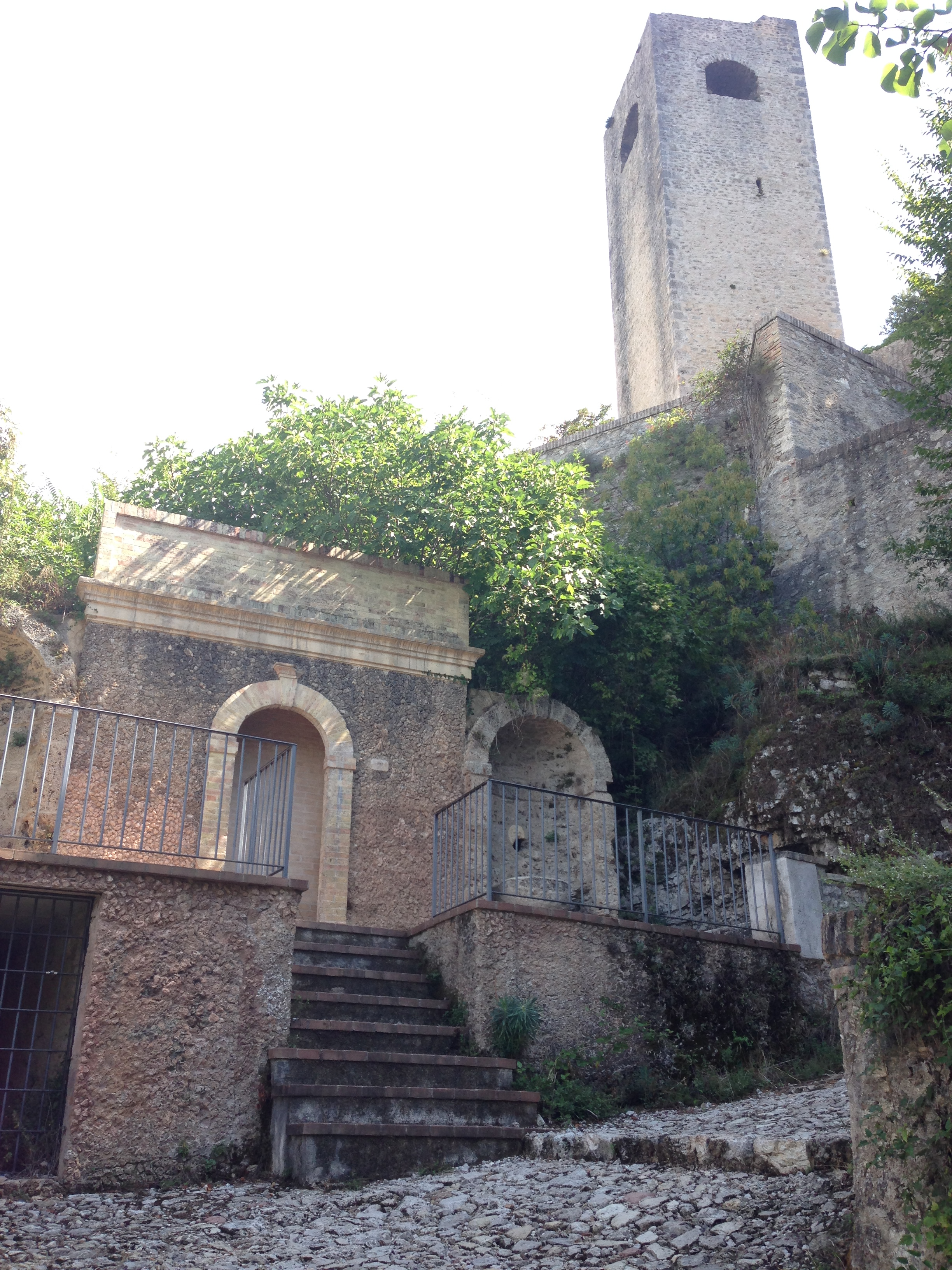
Facciata verso il sentiero la "corta" di Monteluco

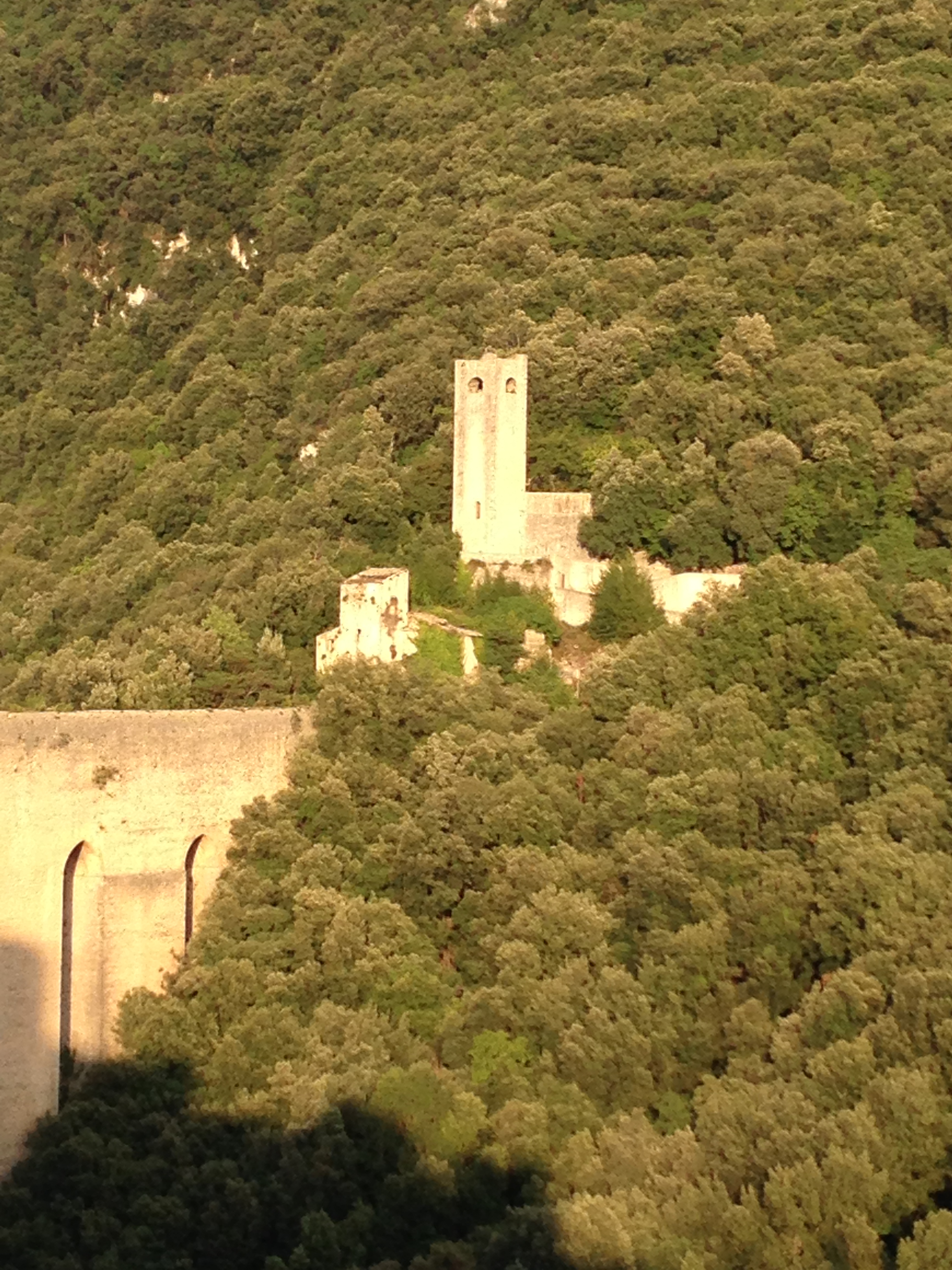
Fortilizio dei mulini

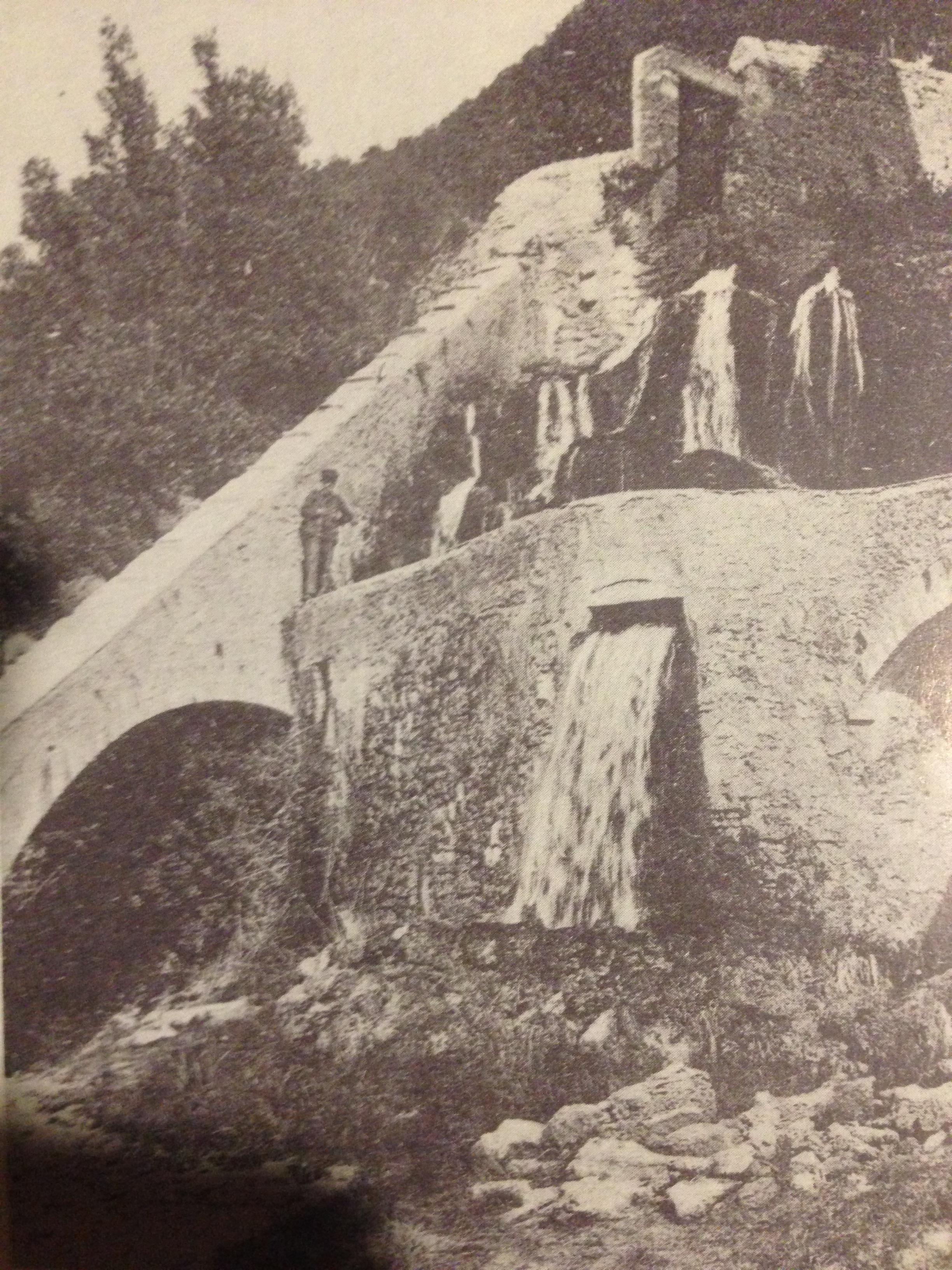
Il fortilizio in una vecchia foto

Altri vecchi acquedotti meridionali continuarono a riversarsi nella Rifolta, ma la discesa delle loro acque, non dovendo più alimentare il mulino, divenne un suggestivo insieme di cascatelle.

## Storia
Non si conosce esattamente l'epoca di costruzione del fortilizio; forse esisteva già una fortificazione a difesa del precedente ponte/acquedotto di origini romane. È probabile che sia stato eretto, o solamente consolidato, in epoca tardo medievale, nel periodo in cui il cardinale Albornoz intraprese importanti iniziative edilizie a Spoleto, come la costruzione della Rocca sul colle Sant'Elia e la sistemazione dell'antico ponte/acquedotto, alzato e ingrandito come lo vediamo oggi. Entrambe le opere furono affidate all'ingegno dell'architetto Matteo Gattaponi, che potrebbe aver progettato e realizzato anche il turrito edificio a difesa del ponte delle Torri.
Il primo cenno della sua esistenza si trova in un testo del 1572 che comprende le biografie di Braccio Fortebraccio e di Nicolo Piccinino Perugino. Gli autori descrivono il tentativo, da parte di Fortebraccio, di impadronirsi della Rocca nell'aprile 1419; ritenendola impresa ardua, cercò prima di espugnare il fortilizio arrivandoci in incognito, come semplice gregario di una schiera di armati:
Il condottiero dovette ritirarsi e rimase zoppo per sempre. Altri tentativi disposti dalle sue truppe contro la Rocca non ebbero fortuna alcuna. Il controllo del Ponte da entrambi i lati si mostrò efficace, come ingegnosamente previsto e progettato dal Gattaponi.
Indicato come "lu mulinu a botte", l'esistenza del fortilizio si legge anche negli annali di Parruccio Zampolini (1305-1424).
Fu abbandonato una prima volta nel XVI secolo a causa di lunghi litigi fra il Comune e il mugnaio. Solo nel 1601 venne restaurato e rimesso in funzione per volontà di Fabrizio Perugini vescovo di Terracina, luogotenente a Spoleto del cardinale Cinzio Aldobrandini. L'evento viene ricordato da una lapide posta già allora nella facciata meridionale del palazzo comunale.
All'inizio del settecento i mulini in attività erano due, uno posto più in alto per il grano, l'altro sottostante per le olive. Erano gestiti per conto del Comune che ne ricavava un buon reddito; venivano sorvegliati dai Deputati degli acquedotti, carica ricoperta fra gli altri da Pier Biagio Fontana e dal conte Paolo Campello.

### Trasformazioni
Nei secoli l'edificio ha subito numerosi interventi che ne hanno cambiato destinazione d'uso e significato, come si evince dal confronto di stampe, incisioni e foto di varie epoche. Tra i cambiamenti più appariscenti ci sono la tamponatura di un alto arco verso il Ponte delle Torri, probabilmente un varco tattico per le macchine belliche, e la sua conseguente riduzione a semplice finestra; la chiusura di alcuni spazi; il consolidamento di tutta la struttura.

Lo spostamento dell'ingresso da nord a sud e l'aggiunta della facciata in pietra sponga verso il sentiero noto come corta di Monteluco, abbellita da due fonti disposte ai lati della porta d'ingresso, sembrerebbero modifiche funzionali al controllo dell'acquedotto. Sull'architrave infatti, una scritta ormai distrutta, specificava l'utilità dei locali adiacenti: "Custode del serbatoio dell'acqua potabile". Nel 1824 fu ampliato e reso carrozzabile lo stradone che dal Fortilizio arriva alla chiesa di San Pietro, creando un suggestivo itinerario denominato Giro del Ponte.

### Recentemente
Ai primi del Novecento, terminate le sue funzioni, l'edificio venne del tutto abbandonato e iniziò la sua decadenza. L'interno fu abitato da una famiglia spoletina sino ai primi anni del dopoguerra.
Nel 1968, in occasione del Festival dei Due Mondi, gli artisti statunitensi Christo Vladimirov Yavachev e Jeanne-Claude Denat de Guillebon noti più semplicemente con il nome di Christo, apprezzati per le loro installazioni spettacolari centrate sulla tecnica dell'"impacchettamento", incartarono con teli di nylon il Fortilizio dei Mulini, che rimase imballato per tutta la durata del festival. Stessa sorte toccò alla Fontana di piazza del Mercato.
Nel 1982 il Comune di Spoleto bandì una gara per il restauro e il recupero dello spazio con destinazione a ristorante con salette; tuttavia, a parte un parziale intervento di consolidamento nel 2008 e nonostante sia stato classificato "bene da valorizzare" nell'ambito del turismo sostenibile dall'Agenzia del Demanio, ad oggi (febbraio 2016) rimane inutilizzato e fatiscente.